# Paris-Roubaix de 1958
A 56.ª edição da Paris-Roubaix teve lugar a 13 de abril de 1958 e foi vencida pelo belga Leon Van Daele. A corrida durou mais de 8 horas e a vitória disputou-se num sprint de 23 corredores (recorde), composto por: 15 belgas, 6 franceses, 1 irlandês e 1 espanhol.

## Classificação final
| Posição | Ciclista            | Equipa              | Tempo      |
| ------- | ------------------- | ------------------- | ---------- |
| 1       | Leon van Daele      | Faema               | 8h 04' 41" |
| 2       | Miguel Poblet       | Ignis-Doniselli     | m. t.      |
| 3       | Rik van Looy        | Faema               | m. t.      |
| 4       | Rik van Steenbergen | Elve-Peugeot-Marvan | m. t.      |
| 5       | Jean Forestier      | Essor-Leroux        | m. t.      |
| 6       | Alfred de Bruyne    | Carpano             | m. t.      |
| 7       | Marcel Janssens     | Elve-Peugeot-Marvan | m. t.      |
| 8       | Roger Hassenforder  | Saint-Raphael       | m. t.      |
| 9       | Raymond Impanis     | Elve-Peugeot-Marvan | m. t.      |
| 10      | Jan Zagers          | Libertas-Dr. Mann   | m. t.      |